# ملفين سيمون
ملفين سيمون (بالإنجليزية: Melvin Simon)‏ هو شخصية أعمال ومنتج أفلام أمريكي، ولد في 21 أكتوبر 1926 في نيويورك في الولايات المتحدة، وتوفي في 16 سبتمبر 2009 بسبب سرطان البنكرياس.

## وصلات خارجية
- ملفين سيمون على موقع IMDb (الإنجليزية)
- ملفين سيمون على موقع قاعدة بيانات الفيلم (الإنجليزية)